# Stefanie Scott
Stefanie Noelle Scott (Chicago, 6 dicembre 1996) è un'attrice e cantante statunitense.

## Biografia
Stefanie Scott è nata il 6 dicembre 1996 a Chicago, Illinois, ha due fratelli maggiori. Ha vissuto a Indialantic, in Florida, e ha frequentato Holy Trinity Episcopal Academy. È apparsa in Beethoven - A caccia di Oss... car! , un film del 2008, mentre nel 2010 nella pellicola Il primo amore non si scorda mai diretto da Rob Reiner così come nel film intitolato Amici, amanti e..., dove ha interpretato una versione giovane del personaggio principale.
Originariamente doveva interpretare Tinka Hessenheffer nella serie Disney 2010 Shake It Up ma è stata successivamente sostituita da Caroline Sunshine. Invece ha preso parte ad un'altra serie Disney andata in onda dal 2011 al 2014, A.N.T. Farm - Accademia Nuovi Talenti, nel ruolo di Lexi Reed. 
Inoltre nel 2012 ha interpretato un altro ruolo da protagonista nel film che è stato trasmesso su Disney Channel il 13 gennaio 2012, Nemici per la pelle, che vede come co-protagonisti Bella Thorne, Zendaya, Mary Matilyn Mouser e Nick Robinson. Interpreterà Kimber nel film tratto dal cartone animato anni ottanta Jem e le Holograms.
Nel 2015 recita il ruolo di protagonista in Insidious 3 - L'inizio, un film di Leigh Whannell. In seguito appare come protagonista del video musicale: Girls like Girls di Hayley Kiyoko. Reciterà insieme a Tim Roth, nel 2017, nel film A un miglio da te.
Stefanie è anche una cantautrice e ha scritto i testi di numerose canzoni tra cui Shoulda Woulda Coulda e The Girl I Used To Know.

## Filmografia

### Cinema
- Beethoven - A caccia di Oss... car! (Beethoven's Big Break), regia di Mike Elliott (2008)
- Il primo amore non si scorda mai, regia di Rob Reiner (2010)
- Amici, amanti e... (No Strings Attached), regia di Ivan Reitman (2011)
- Insidious 3 - L'inizio (Insidious: Chapter 3), regia di Leigh Whannell (2015)
- Jem e le Holograms (Jem & the Holograms), regia di Jon M. Chu (2015)
- Il gioco della follia (Caught), regia di Maggie Kiley (2015)
- I.T. - Una mente pericolosa (I.T.), regia di John Moore (2016)
- Small Town Crime, regia di Ian Nelms e Eshom Nelms (2017)
- A un miglio da te (1 Mile to You), regia di Leif Tilden (2017)
- First Light, regia di Jason Stone (2017)
- Beautiful Boy, regia di Felix Van Groeningen (2018)
- La riscossa delle nerd, regia di Laura Terruso (2018)
- Spare Room, regia di Jenica Bergere (2018)
- Mary, regia di Michael Goi (2019)

### Televisione
- Chuck – serie TV, episodio 2x10 (2008)
- La complicata vita di Christine (The New Adventures of Old Christine) – serie TV, episodio 5x06 (2009)
- Padre in affitto (Sons of Tucson) – serie TV, episodio 1x10 (2010)
- Funny in Farsi – serie TV, episodio 1x01 (2010)
- Nemici per la pelle (Frenemies), regia di Daisy Mayer – film TV (2012)
- Rachael vs Guy: Celebrity Cook-Off – reality show (2013) - giurata
- Red Zone, regia di James Foley – film TV (2014)
- Law & Order - Unità vittime speciali (Law & Order: Special Victims Unit) – serie TV, episodi 15x12-15x17 (2014)
- Jessie – serie TV, episodio 3x09 (2014)
- A.N.T. Farm - Accademia Nuovi Talenti (A.N.T. Farm) – serie TV, 62 episodi (2011-2014)
- Girl in the Basement, regia di Elisabeth Röhm – film TV (2021)
- Daily Alaskan (Alaska Daily) – serie TV, episodio 1x04 (2022)

### Doppiatrice
- Agente Speciale Oso (Special Agent Oso) – serie animata (2009)
- Ralph Spaccatutto (Wreck-It Ralph), regia di Rich Moore (2012)

## Doppiatrici italiane
Nelle versioni in italiano dei suoi lavori, Stefanie Scott è stata doppiata da:
- Giulia Franceschetti in Il gioco della follia, A.N.T. Farm - Accademia Nuovi Talenti
- Margherita De Risi in Jem e le Holograms
- Emanuela Ionica in Insidious 3 - L'inizio
- Isabella Benassi in Daily Alaskan

## Canzoni
- Girl I Used to Know - (2012)
- Pose - (2012) - feat. Carlon Jeffery
- i Don't Wanna Let You go-(2014)
- Hayley Kiyoko - Girls Like Girls (2015)